# André Michaux
Pour les articles homonymes, voir Michaux.
André Michaux, né le 7 mars 1746 à la ferme de Satory à Versailles et mort le 11 octobre 1802 à Tamatave, Madagascar, est un botaniste et explorateur français. Ses travaux botaniques ont beaucoup fait pour la connaissance des plantes nord-américaines et orientales.
La confusion avec son fils François André, également botaniste, est fréquente.

## Biographie
André Michaux naît à Versailles à la ferme de Satory incluse dans le Grand Parc de Versailles, où son père, également André Michaux (1717-1763), est fermier du roi à Satory. À la mort de son père en 1763, il lui succède à la tête de l'exploitation, d'abord en association avec son frère, puis seul, après son mariage en 1769 avec Anne Cécile Claye. Quelques années après le décès de sa femme en 1770, à la naissance de leur fils François André, il laisse la ferme à son frère André-François. En 1797, Vincent Charlemagne Pluchet, gendre d'André-François et futur maire de la ville de Trappes, lui succédera à la tête de la ferme.
Michaux étudie la botanique avec Louis Guillaume Le Monnier, premier médecin de Louis XV et Louis XVI et professeur de botanique au Jardin du roi, puis il suit les cours d'Antoine-Laurent de Jussieu au Trianon et au Jardin du roi. En 1779, ayant obtenu son brevet de botaniste, il est chargé d'une mission en Angleterre aux jardins botaniques royaux de Kew, puis il participe à l'expédition botanique de Lamarck en Auvergne ; en 1780, il herborise seul dans les Pyrénées françaises et espagnoles.

### Mission en Perse

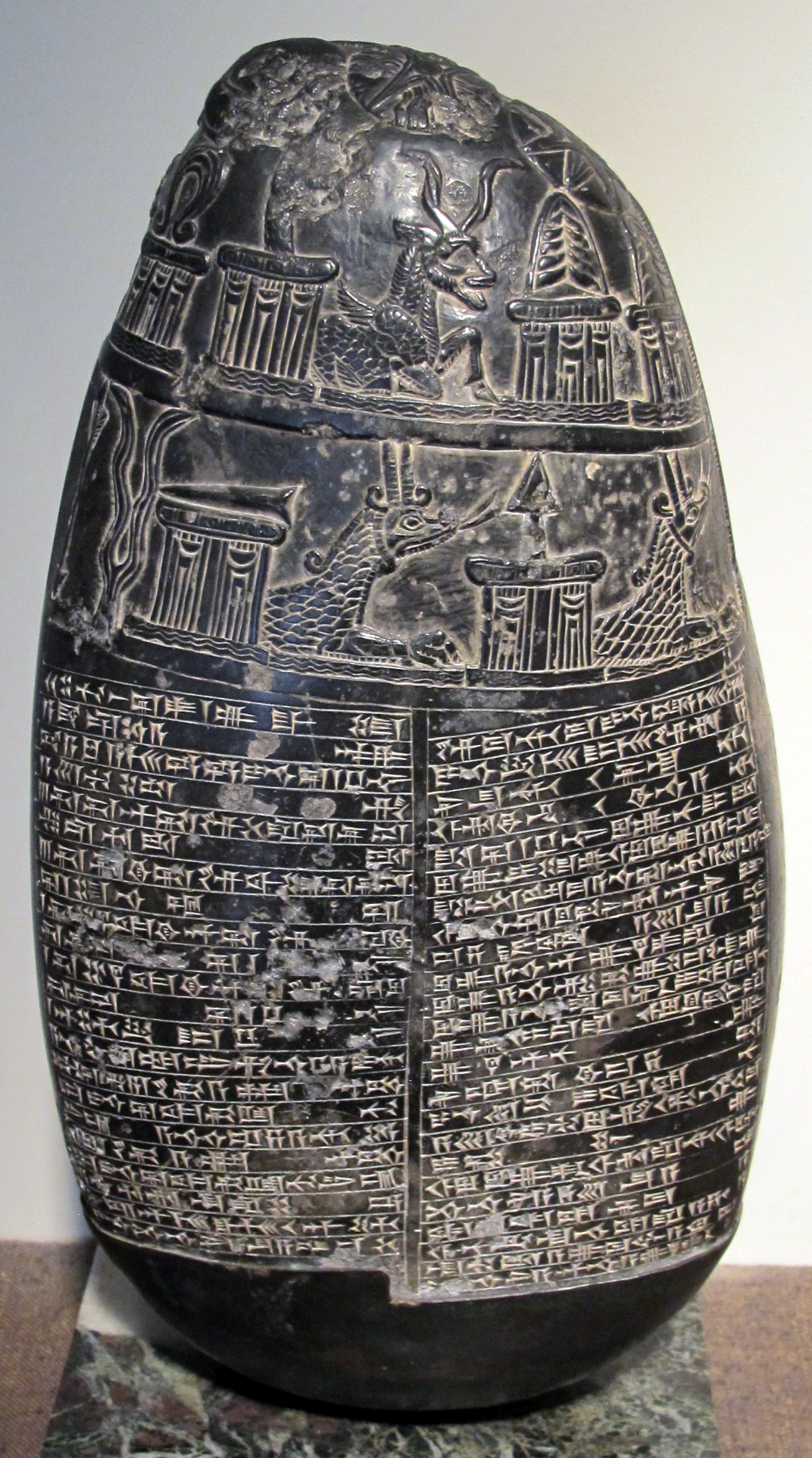
Le « caillou Michaux »

En 1782, il est envoyé en Perse par le gouvernement pour une mission botanique. Il voyage avec le consul Jean-François Rousseau, cousin du philosophe. Après un séjour de plusieurs mois à Alep il gagne Bagdad et Bassorah. Arrêté à la sortie de cette ville par une tribu arabe en révolte contre les autorités ottomanes, il peut finalement se rendre quelques jours plus tard en Perse, où il voyage sans encombre du Golfe Persique à la Mer Caspienne ; certaines notices assurent, sans preuve, qu'il aurait guéri le shah d'une maladie grave, mais c'est sans doute une confusion avec l'intérêt qu'il a porté à l'état de santé des Persans et aux propriétés médicinales des plantes de Perse. Au bout de trois ans et demi, il revient en France avec un important herbier et une abondant récolte de graines de différentes plantes. Il contribue ainsi à introduire de nombreuses plantes orientales au Jardin des plantes à Paris et dans d'autres parcs et jardins, notamment le faux orme de Sibérie ou orme du Caucase (Zelkova carpinifolia), le ptérocaryer du Caucase (Pterocarya fraxinifolia) et la michauxie (Michauxia campanuloides). Il rapporte aussi de ce voyage le premier document épigraphique en écriture cunéiforme à être introduit en Europe, un kudurru babylonien, connu maintenant sous le nom de « caillou Michaux »,, conservé et exposé au Cabinet des médailles.

### Voyage en Amérique du Nord
Le succès de ce premier voyage lui vaut d'être nommé botaniste royal par Louis XVI et envoyé aux États-Unis à l'automne 1785 afin d'y rechercher des arbres et des plantes utiles pour enrichir les forêts, les parcs et les jardins de France. Il part avec son fils, François André (1770-1855), compagnon de ses premiers voyages, mais celui-ci rentre en France en 1790. André Michaux explore l'Amérique du Nord, de la Floride (alors espagnole) jusqu'aux approches de la baie d'Hudson (Canada), et de la côte atlantique jusqu'au Mississippi.
Au début de l'année 1786, André Michaux crée un jardin botanique dans le New Jersey, dont il confie la direction à Paul Saunier et qui deviendra le « Jardin français ». À l'automne 1786, il part avec son fils en Caroline du Sud et en décembre 1786, il crée un deuxième jardin à Charleston, d'où il effectue ses expéditions, plus audacieuses les unes que les autres. Il décrit et nomme beaucoup d'espèces nord-américaines durant cette période. Il collecte de nombreuses plantes et graines afin de les envoyer en France. Durant cette même période, il introduit en Amérique de nombreuses espèces venant de diverses régions du monde telles que le faux orme de Sibérie (Zelkova crenata), l'olivier odorant (Osmanthus fragrans), le lilas des Indes ou lilas d'été ou lagerose ou myrte de crêpe (Lagerstroemia indica), l'arbre à soie (Albizia julibrissin), le Ginkgo biloba, le théier (Camellia sinensis), etc. et importe en France de nombreuses espèces nouvelles de chênes, érables, noyers ainsi que le virgilier (Cladrastis lutea), le magnolia à grandes feuilles (Magnolia macrophylla), le rhododendron pourpre (Rhododendron catawbiense), etc. « L'affection d'André Michaux pour les grands arbres (...) lança la mode de l'arboretum en Europe » estime le botaniste Jean-Marie Pelt. La remarque est vraie sur le fond, mais inexacte car s'agit plutôt de l'intérêt que leur porte Michaux fils, à la suite de son père et fils, qui contribue au lancement de cette mode dans les années 1830.

### Expédition Baudin et Madagascar
À son retour en France, en 1796, il est victime d'un naufrage, sur les côtes de Hollande dans le petit port d'Egmond aan Zee. Il perd ses effets, mais peut heureusement sauver la plus grande partie de ses collections. De retour à Paris le 23 décembre 1796, il ne peut obtenir le règlement de ses appointements impayés depuis les débuts de sa mission, ne recevant que quelques indemnités. En 1800, il s'embarque dans l'expédition Baudin (1754-1803) en partance pour l'Australie, dite alors Nouvelle-Hollande. Un garçon jardinier, Jean-François Cagnet lui est spécialement attaché et il emmène avec lui un ancien esclave noir acheté en Amérique du nom de Merlot. Mais, au grand regret du commandant Baudin, il préfère quitter le navire à l'Île-de-France (aujourd'hui île Maurice), n'acceptant pas les nouvelles directives qui prévoient que ses collections de plantes soient remises au gouvernement à son retour. Après un an de séjour dans cette île, il part pour Madagascar afin d'inspecter la flore de cette île, où il meurt d'une fièvre tropicale trois mois plus tard, après avoir créé une pépinière.
Il était membre correspondant de l'Institut (Académie des sciences) et de la Société centrale d'agriculture (aujourd'hui Académie d'agriculture) et membre associé de la Société d'agriculture de Charleston en Caroline du Sud.

## Publications
- Histoire des chênes de l'Amérique septentrionale sur Google Livres, Paris, Imprimerie Crapelet, 1801, avec 36 planches en noir
- Flora Boreali-Americana sur Botanicus, 2 vol., Paris et Strasbourg, Levrault, 1803, avec 51 planches en noir

Il y a de nombreuses références aux travaux inédits d'André Michaux dans le livre de son fils, François André, Histoire des arbres forestiers de l'Amérique septentrionale. De cette publication en trois volumes 1810-1813 et 156 planches en couleur une adaptation en anglais est parue en 1817-1819 sous le nom The North American Sylva.

## Postérité

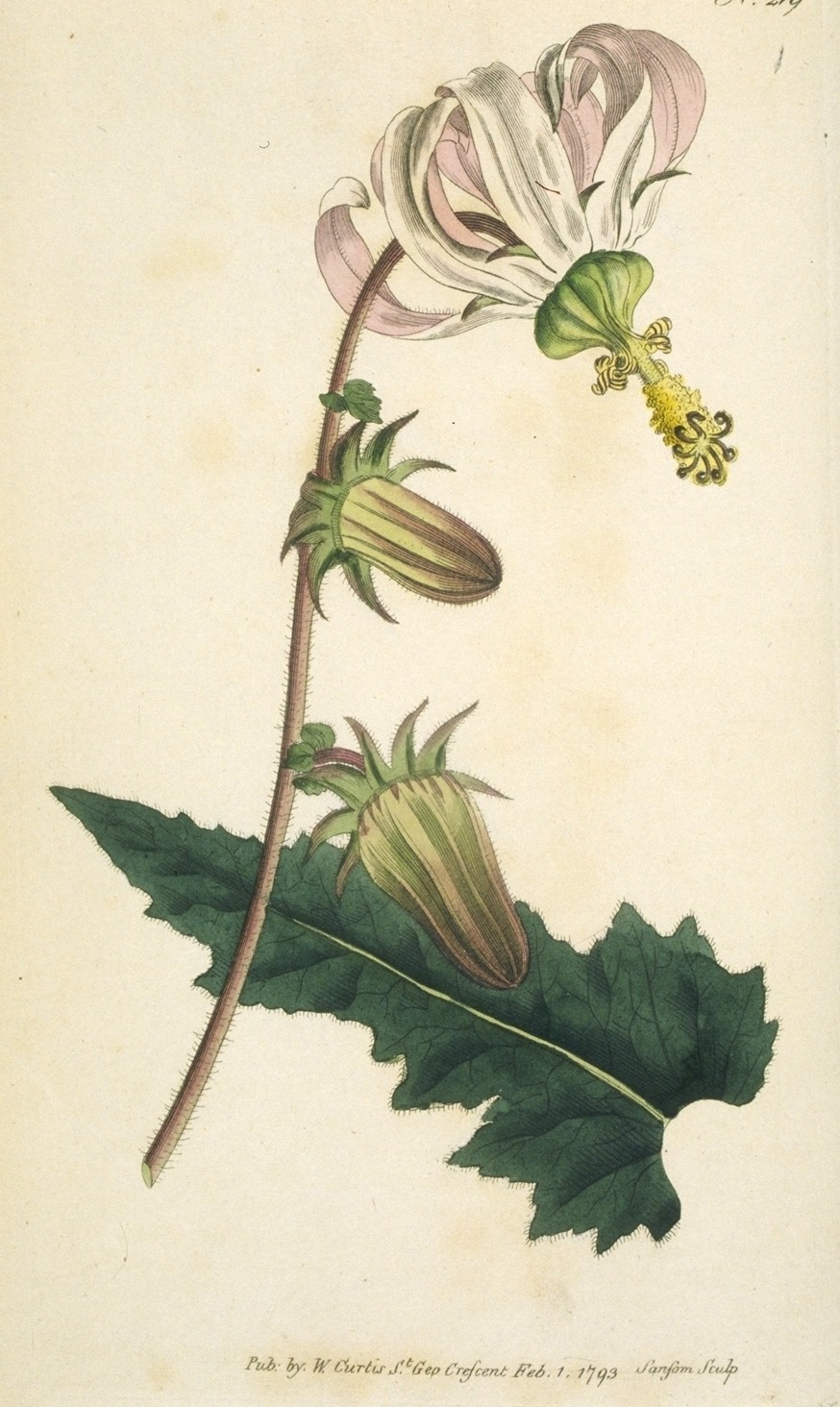
Michauxia campanuloides

### Éponymie

#### Botanique
- Le lis de Caroline (Lilium michauxii), le sumac de Michaux (Rhus michauxii), les michauxies (Michauxia) et de nombreuses autres plantes ont été nommées en hommage à Michaux.

#### Toponymes
- Michaux State Forest (en), forêt de Pennsylvanie
- La réserve écologique Michaux ainsi que l'île Michaux sur le lac Mistassini[16], toutes deux au Québec ont été nommées en son honneur.

### Iconographie
Aucun portrait d'André Michaux n'est connu, bien qu'un portrait de son fils soit souvent présenté par erreur comme un portrait de lui.